# Oso hormiguero gigante arborícola
El oso hormiguero gigante arborícola (Myrmecophaga sp.) es un críptido o un supuesto nuevo taxón de oso hormiguero que habitaría en la selva amazónica del centro-norte de Brasil. Pertenecería al género Myrmecophaga, cuyos integrantes son denominados comúnmente “osos hormigueros gigantes”, “osos bandera” o “yurumíes”, teniendo un único representante viviente (Myrmecophaga tridactyla) el que habita en América Central y del Sur.

## Generalidades
En los primeros lustros del siglo XXI, el zoólogo neerlandés -nacionalizado brasileño- Marcus Gerardus Maria (Marc) van Roosmalen, dio a conocer la existencia de una tercera especie del género Myrmecophaga, la que sería la segunda viviente, el oso hormiguero gigante arborícola. Este taxón aún no cuenta con una descripción formal. Según el propio van Roosmalen, esta nueva especie tiene la particularidad de trepar a los árboles (algo que no hace la especie viviente tradicional) valiéndose para escalar de sus patas traseras. Para el año 2002 todavía no había logrado adquirir material biológico de algún espécimen que permitiese una publicación respetando las normas impuestas por el código de nomenclatura zoológica, si bien sabía de su existencia no solo por los relatos indígenas sino también por observaciones personales, incluso logrando capturarlo en video en su ambiente natural, la selva tropical amazónica del centro-norte del Brasil.